# Alessandro Gabbioneta
Alessandro Gabbioneta (Mantova, ... – Mantova, 1534) è stato un giurista, ambasciatore e presbitero italiano.

## Biografia
Alessandro da Gabbioneta (dal nome della località di provenienza della famiglia), era figlio di Francesco, funzionario del marchese Francesco II Gonzaga. Studiò giurisprudenza a Ferrara ed ebbe come maestro il giurista Felino Sandeo.  Entrato alla corte gonzaghesca, venne inviato a Roma ed accreditato alla Corte pontificia per i Gonzaga, svolgendo per i signori di Mantova importanti missioni tra il 1504 e il 1534. 
Nel 1508 fu inviato da papa Giulio II in missione in Svizzera, ottenendo la cittadinanza di Berna e la nomina per due anni a canonico onorario del capitolo collegiale di San Vincenzo.
Nel 1510 fu nominato arcidiacono della cattedrale di Mantova.
Durante i suoi soggiorni a Roma, il Gabbioneta ebbe modo di avvicinare numerosi artisti, che vennero utilizzati dalla marchesa Isabella d'Este per abbellire le sue importanti collezioni.
Nel 1524 si stabilì definitivamente a Mantova, assumendo l'incarico di tesoriere del marchese Federico II Gonzaga. Nel 1530 presenziò alla esposizione dei Sacri Vasi contenuti nella Basilica di Sant'Andrea, alla presenza dell'imperatore Carlo V in visita a Mantova.
Morì intorno al 1534.